# Invalides (stanice metra v Paříži)

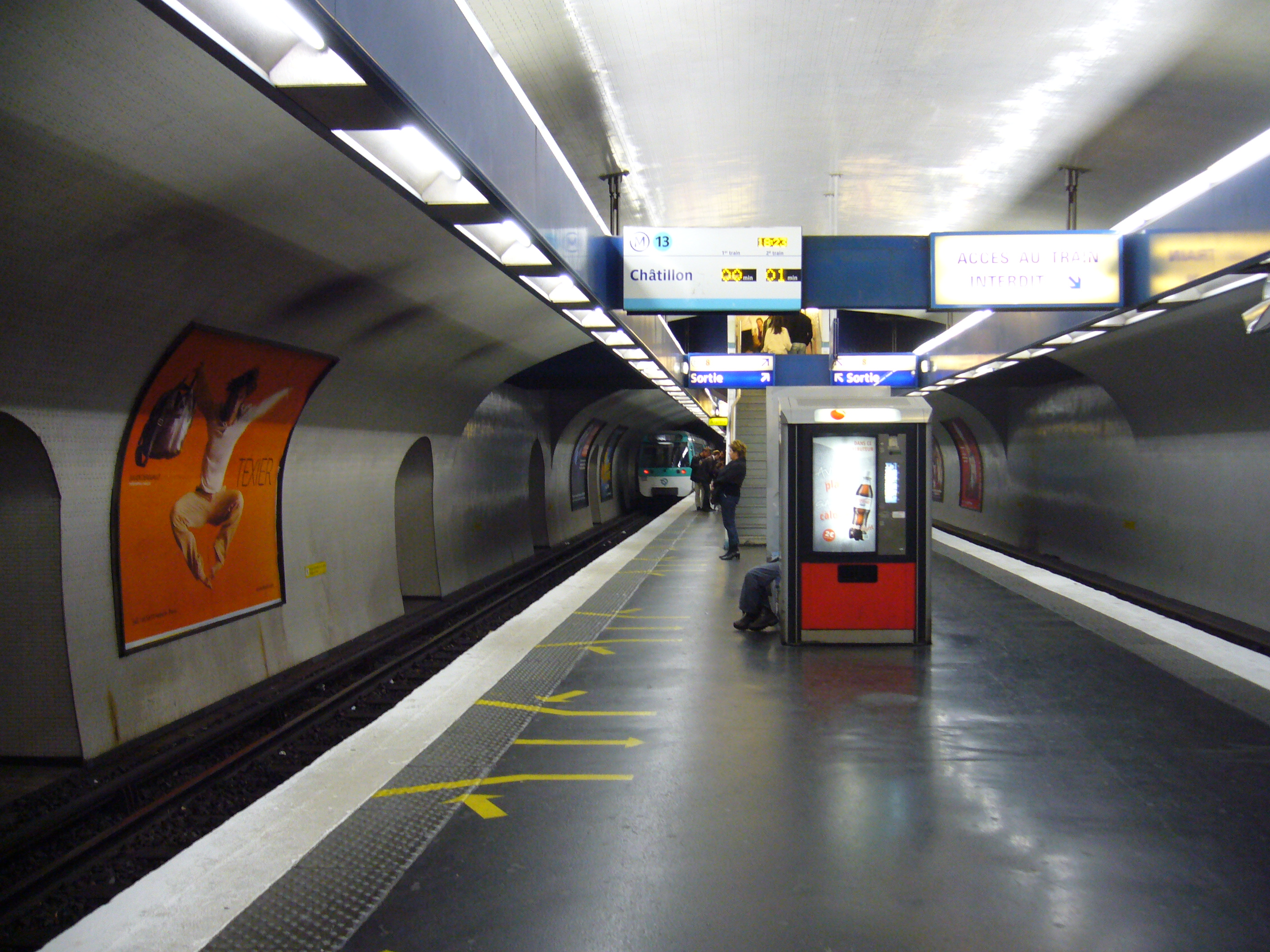
Nástupiště linky 13: kolej vlevo spouží cestujícím, kolej vpravo je opuštěná

Invalides je přestupní stanice pařížského metra mezi linkami 8 a 13 a linkou RER C v 7. obvodu v Paříži. Nachází se pod veřejným parkem Esplanade des Invalides.

## Historie
13. července 1913 byl zprovozněn úsek linky 8 mezi stanicemi Opéra a Beaugrenelle (dnes Charles Michels na lince 10), ovšem stanice Invalides byla otevřena až 24. prosince 1913, do té doby jí vlaky pouze projížděly.
30. prosince 1923 byla otevřena první část linky 10 ze stanice Invalides do Croix-Rouge (ta byla uzavřena v roce 1939).
27. července 1937 došlo v této oblasti ke změnám v síti metra. Úsek ze stanice Invalides do stanice Duroc byl odpojen od linky 10 a přičleněn k tehdejší lince 14, která byla propojena ze stanice Bienvenüe. Když byla 9. listopadu 1976 do stanice Invalides prodloužena linka 13 ze stanice Champs-Élysées – Clemenceau, obě linky byly spojeny a linka 14 zanikla. Zvláštností této linky je, že na nástupišti ve směru Châtillon – Montrouge, vede kolej, která se nepoužívá.
26. září 1979 byl umožněn přestup na linku RER C.
V roce 2006 se zde testovaly bezpečnostní dveře na nástupišti pro linku 13. V této stanici rovněž probíhal experiment s velmi rychle pohyblivým chodníkem, který byl v roce 2002 instalován ve stanici Montparnasse – Bienvenüe.

## Název
Stanice byla pojmenována po budově pařížské Invalidovny.

## Zajímavosti v okolí
- Invalidovna
- Pont Alexandre III